# I World Skate Games
La prima edizione dei World Skate Games è stata ospitata da Nanchino dal 27 agosto al 10 settembre 2017 con lo scopo di unire atleti di livello internazionale in una competizione che celebra lo sport rotellistico. 

## I Giochi

### Paesi partecipanti
Hanno preso parte 50 paesi:
 Angola
  Benin
  RD del Congo
  Costa d'Avorio
  Egitto
  Guinea
  Kenya
  Mozambico
  Namibia
  Senegal
  Sudafrica
  Tanzania
  Argentina
  Brasile
  Canada
  Cile
  Colombia
  Ecuador
  Stati Uniti
  Guatemala
  Messico
  Bangladesh
  Cina
  Corea del Sud
  Hong Kong
  India
  Indonesia
  Iran
  Israele
  Giappone
  Macao
  Malaysia
  Pakistan
  Thailandia
  Taipei cinese
  Germania
  Austria
  Belgio
  Croazia
  Rep. Ceca
  Danimarca
  Slovacchia
  Slovenia
  Spagna<
  Francia
  Inghilterra
  Ungheria
  Italia
  Lettonia
  Paesi Bassi
  Polonia
  Portogallo
  Russia
  Svezia
  Svizzera
  Australia
  Nuova Zelanda

### Discipline
I I World Skate Games hanno compreso 109 eventi in 9 discipline:
- Hockey su pista (dettagli)
- Hockey in-line (dettagli)
- Pattinaggio di velocità (dettagli)
- Inline alpine slalom (dettagli)
- Pattinaggio artistico a rotelle (dettagli)
- Pattinaggio freestyle (dettagli)
- Roller derby (dettagli)
- Skateboarding (dettagli)
- Downhill (dettagli)

### Calendario
Il calendario è stato ufficialmente diffuso nel 2017:
| OC | Opening ceremony | ● | Event competitions | 1 | Event finals | CC | Closing ceremony |

| Sport/Data                      | Sport/Data                      | Agosto | Agosto | Agosto | Agosto | Agosto | Settembre | Settembre | Settembre | Settembre | Settembre | Settembre | Settembre | Settembre | Settembre | Settembre | Sport |
| Sport/Data                      | Sport/Data                      | 27 Dom | 28 Lun | 29 Mar | 30 Mer | 31 Gio | 1 Ven     | 2 Sab     | 3 Dom     | 4 Lun     | 5 Mar     | 6 Mer     | 7 Gio     | 8 Ven     | 9 Sab     | 10 Dom    | Sport |
| ------------------------------- | ------------------------------- | ------ | ------ | ------ | ------ | ------ | --------- | --------- | --------- | --------- | --------- | --------- | --------- | --------- | --------- | --------- | ----- |
| Cerimonie                       | Cerimonie                       |        |        |        |        |        |           | OC        |           |           |           |           |           |           |           | CC        |       |
| Hockey in-line                  | Hockey in-line                  | ●      | ●      | ●      | ●      | ●      |           | ●         | 2         | ●         | ●         | ●         | ●         | ●         | 2         |           | 4     |
| Hockey su pista                 | Hockey su pista                 | ●      | ●      | ●      | ●      | ●      | 1         | 1         | ●         | ●         | ●         |           | ●         | ●         | 1         |           | 3     |
| Pattinaggio di velocità         | Pattinaggio di velocità         |        |        |        |        |        |           |           | 8         | 8         | 8         |           | 8         | 6         | 6         | 2         | 46    |
| Inline alpine slalom            | Inline alpine slalom            |        |        |        |        |        |           | 2         | 2         | 2         | 1         |           |           |           |           |           | 7     |
| Pattinaggio artistico a rotelle | Pattinaggio artistico a rotelle |        |        |        |        | ●      | 6         | 1         | 1         | ●         | 1         | 1         | 2         | 6         | 1         | 5         | 24    |
| Pattinaggio freestyle           | Pattinaggio freestyle           |        |        |        |        |        |           |           |           |           |           |           | 4         | 4         | 7         | 2         | 17    |
| Rolley derby                    | Rolley derby                    |        |        |        |        |        |           | ●         | ●         | 1         |           |           |           |           |           |           | 1     |
| Skateboarding                   | Skateboarding                   |        |        |        |        |        |           |           |           |           |           |           |           | ●         | 2         |           | 2     |
| Downhill                        | Downhill                        |        |        |        |        |        |           |           |           |           |           |           |           |           | 2         | 2         | 4     |
| Medaglie                        | Medaglie                        | 0      | 0      | 0      | 0      | 0      | 7         | 4         | 14        | 11        | 10        | 1         | 14        | 16        | 21        | 11        | 108   |
| Totale cumulativo               | Totale cumulativo               | 0      | 0      | 0      | 0      | 0      | 7         | 11        | 25        | 36        | 46        | 47        | 61        | 77        | 98        | 108       | 108   |
| Sport/Data                      | Sport/Data                      | Agosto | Agosto | Agosto | Agosto | Agosto | Settembre | Settembre | Settembre | Settembre | Settembre | Settembre | Settembre | Settembre | Settembre | Settembre | Sport |
| Sport/Data                      | Sport/Data                      | 27 Dom | 28 Lun | 29 Mar | 30 Mer | 31 Gio | 1 Ven     | 2 Sab     | 3 Dom     | 4 Lun     | 5 Mar     | 6 Mer     | 7 Gio     | 8 Ven     | 9 Sab     | 10 Dom    | Sport |

## Medagliere
| Posiz. | Nazione       | Oro | Argento | Bronzo | Totale |
| ------ | ------------- | --- | ------- | ------ | ------ |
| 1      | Colombia      | 23  | 14      | 10     | 47     |
| 2      | Italia        | 21  | 25      | 31     | 77     |
| 3      | Germania      | 10  | 7       | 9      | 26     |
| 4      | Cina          | 10  | 5       | 3      | 18     |
| 5      | Francia       | 10  | 7       | 3      | 20     |
| 6      | Spagna        | 5   | 11      | 7      | 23     |
| 7      | Stati Uniti   | 5   | 3       | 0      | 8      |
| 8      | Portogallo    | 4   | 3       | 2      | 9      |
| 9      | Taipei cinese | 3   | 8       | 11     | 22     |
| 10     | Russia        | 3   | 4       | 1      | 8      |
| 11     | Corea del Sud | 2   | 8       | 8      | 18     |
| 12     | Argentina     | 2   | 4       | 6      | 12     |
| 13     | Senegal       | 2   | 0       | 0      | 2      |
| 14     | Belgio        | 1   | 2       | 5      | 8      |
| 15     | Iran          | 1   | 1       | 1      | 3      |
| 16     | Thailandia    | 1   | 1       | 0      | 2      |
| 16     | Australia     | 1   | 1       | 0      | 2      |
| 18     | Lettonia      | 1   | 0       | 2      | 3      |
| 19     | Cile          | 1   | 0       | 1      | 2      |
| 20     | Brasile       | 1   | 0       | 0      | 1      |
| 20     | Venezuela     | 1   | 0       | 0      | 1      |
| 22     | Rep. Ceca     | 0   | 1       | 1      | 2      |
| 23     | Giappone      | 0   | 1       | 0      | 1      |
| 23     | Messico       | 0   | 1       | 0      | 1      |
| 23     | India         | 0   | 1       | 0      | 1      |
| 26     | Polonia       | 0   | 0       | 2      | 2      |
| 27     | Ecuador       | 0   | 0       | 1      | 1      |
| 27     | Canada        | 0   | 0       | 1      | 1      |
| 27     | Regno Unito   | 0   | 0       | 1      | 1      |
| 27     | Nuova Zelanda | 0   | 0       | 1      | 1      |
| 27     | Svizzera      | 0   | 0       | 1      | 1      |
| Totale | Totale        | 108 | 108     | 108    | 324    |